# قزلباش

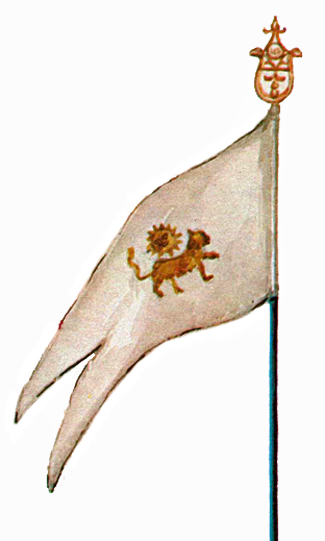
راية القزلباش

القزلباش (بالفارسية: قزلباش، وبالأذرية: Qızılbaş) وهي كلمة تُركيَّة منحوتة معناها: «الرؤوس الحمراء». وهُم جماعات عسكريَّة شيعيَّة من الجُند شكَّلوا عماد القوات المُسلَّحة الصفويَّة. وكان القزلباش رمزًا للقوَّة العسكريَّة في تلك الحقبة ولهُم عظيم الأثر في الحُرُوب والمعارك.
وقد تميَّزت العناصر القزلباشيَّة بارتداء غطاء الرأس المعروف بِتسمية «تاج حيدر» (بالفارسية: تاج‌ حیدر) عبارة عن قلنسوة حمراء يعتليها اثنا عشر رُكنًا كنايةً عن الأئمَّة الاثني عشر . وتكونوا من سبعة أو تسعة فصائل التفُّوا حول الذَّات الشاهنشاهيَّة الصفويَّة وسموه «المُرشد الكامل» (بالفارسية: مرشد كامل). يمتلك القزلباش جُذُورًا عميقةً تمتدُّ إلى العُصُور الصفويَّة المُبكِّرة، وكانت لهم أدوار هامَّة وشكَّلوا الطبقة العسكريَّة العُليا، إلا أن دورهم انحسر في عهد الشاه عبَّاس الأكبر ضمن إصلاحاته وتنظيماته لمَّا عمل على «إرساء توازن القوى» في الدولة الصفويَّة.

## التسمية
«القزلباش» هي كلمة تُركيَّة منحوتة من «قزل» (بالتركية: Kızıl) ومعناها: «اللون الأحمر» وكلمة «باش» (بالتركية: Baş) ومعناها: «الرأس» فيكون معنى التَّسمية: «الرؤوس الحمراء» أو «أصحاب الرؤوس الحمراء» في إشارة إلى القلنسوة قرمزيَّة اللَّون المعروفة «تاج حيدر» (بالفارسية: تاج حیدر) المُكوَّنة من اثني عشر رُكنًا وقد ارتداها القزلباش في عهد الزعيم شُجاع الدِّين حيدر الصفوي كنايةً عن تمسُّكهم بالأئمَّة الاثني عشر  وظلَّت مزيَّة للقزلباش.

## وصلات خارجية
صورة لأحد جنود القزلباش [التركية]